# また来てマチ子の、恋はもうたくさんよ
『また来てマチ子の、恋はもうたくさんよ』（またきてマチこの こいはもうたくさんよ）は、tvkで放送された日本のテレビドラマ。全10話。2018年1月11日に開始され毎週木曜23:00～23:30放送。

## 概要
tvk、GYAO!により共同制作される連続ドラマ。地上波はtvkで放送し、GYAO!では放送直後となる木曜23:30から見逃し配信を行った。
私立恵比寿中学メンバーである小林歌穂が単独初主演。脚本は恵比寿中学の舞台脚本も手掛けるシベリア少女鉄道・土屋亮一が担当し、寅さんシリーズなど昭和喜劇を意識した義理人情ワンシチュエーションコメディー。多くの話は町山家の居間で成立、終結していた。
第2話で日めくりカレンダーなどで第1話と同じ日付が出され、タイムリープしていることが示唆され、第5話から急展開が起こりSF色の強いストーリーへと突入する。

## あらすじ
下町育ちのマチ子は兄との2人暮らし。困った人、出来事を見るとほっておけない性格のマチ子は今日も下町にあふれる些細な出来事に首を突っ込み、物事はあさっての方向へ。そんな中、兄に恋の噂が立ち、さあ大変。マチ子はおせっかいにも2人の恋を成就させようとするのだが……。

## キャスト
町山マチ子
演 - 小林歌穂（私立恵比寿中学）
明るく素直な高校2年生。絵にかいたような下町っこで友達思いのおせっかい。ただし基本的にヘタレで肝心な時は動けなくなり、やたら惚れっぽいスットコドッコイ。困ったことに直面すると家出する。
町山タモツ
演 - 加藤雅人（ラブリーヨーヨー）
歳の離れたマチ子の兄。流行に疎く不器用であるが、妹思い（要電話連絡）の常識人。パソコンはマチ子のものを無断使用。万年ガラケー。
久瀬アキラ
演 - 浅見紘至（デス電所）
いわゆるひとつのクズ社長。タモツの幼馴染で社長であるのだが、基本的に町山家に入り浸り、YouTuberや転売ビジネスなど微妙な儲け話にうつつを抜かしている。番組タイトルテロップでも名前表記が「クズ社長」となっている。
芳村カオリ
演 - 坂崎愛（劇団前方公演墳）
商店街のマドンナ、定食屋の娘。通称：カオちゃん。差し入れの皿の回収のためよく町山家に出入りする。よく客に口説かれているが、ひそかにタモツを思っている。恋路は常に右往左往。
通りすがりの少女
演 - 風間さなえ
セーラー服の美少女。クズ社長はよく町山家周辺で見かけるようだが……。実は時の神。その日を朝に戻すことができる。
横島の大将
演 - 仲義代
酒屋「越前屋」の爺さん。好物は白子。実は邪神エシゼルファであり闇の町内会長。時をさかのぼる時の神をカップ酒に封印するためにやってきた。

## スタッフ
- 企画 - 加藤伸崇
- 音楽 - 松本タカヒロ
- アートディレクション - 種市一寛（FLATROOM）
- オープニングアニメーション - 神谷圭介（テニスコート）
- プロデューサー - 加藤伸崇（S・D・P）、中西賢一（GYAO）、大森絢子（GYAO）、漆間宏一（テレビ神奈川）
- 脚本 - 土屋亮一（シベリア少女鉄道）、福田晶平
- 演出・編集 - 金井純一
- ポストプロダクション - スタジオミック
- 制作協力 - SS工房
- 企画制作 - S・D・P
- 製作著作 - 「また来てマチ子の、恋はもうたくさんよ」製作委員会

## 音楽
- 主題歌「日記」私立恵比寿中学
  - 作詞・作曲：吉澤嘉代子／編曲：柏崎三十郎
- エンディングテーマ「ハッピーエンドマジック」MAGiC BOYZ(SDR)
  - 作詞・作曲・編曲：Enjoy Music Club

## 放送日程
| 各話   | 放送日        | サブタイトル                         |
| ------ | ------------- | ------------------------------------ |
| 第1話  | 2018年1月11日 | さよなら、マチ子                     |
| 第2話  | 1月18日       | また来て、マチ子                     |
| 第3話  | 1月25日       | 三度目のマチ子                       |
| 第4話  | 2月1日        | マチ子、もう一度                     |
| 第5話  | 2月8日        | 明日は明日のマチ子のあやまち         |
| 第6話  | 2月15日       | 待ち焦がれてマチ子                   |
| 第7話  | 2月22日       | マチ子の下町聖魔大戦（ハルマゲドン） |
| 第8話  | 3月1日        | 間違いないとマチ子は言った           |
| 第9話  | 3月8日        | シタマチコクノ、シンデレラ           |
| 第10話 | 3月15日       | マチ子だけがいない街                 |

## 舞台版
『また来てマチ子の、愛をもう止めないで』のタイトルで2018年10月17日より東京・赤坂RED/THEATERで舞台公演。テレビドラマキャストがそのまま演じるスピンオフ作品で、演出はドラマ版で監督を務めた金井純一が担当する。